# 鉄道と政治
鉄道と政治（てつどうとせいじ）
本項では日本における鉄道に関する政治的な介入などの事例を紹介する。

## 政治介入の例

### 改軌論争
明治時代後期から大正期にかけて、政界では鉄道のレール幅を現行の狭軌（1067mm）か世界標準軌（1435mm）にするかで論争が繰り返されていた。全線を標準軌に改軌し幹線に全国に大型で高速で走れる列車を導入したい（＝「改主建従」）鉄道院派と、早く地方に鉄道を通し日本全国をつなげていきたい（＝「建主改従」）地方議員派に分かれていた。「我田引水」をもじった「我田引鉄」という言葉は、この頃の論争が由来であるといわれている。後藤新平の指示により島安次郎が国有鉄道改軌計画を立案した。
この時期に造られたトンネルには、政変によって工期途中で規格が変わった遺構が見られる。結局、その後の鉄道敷設は、都市部の一部私鉄を除いて、狭軌によって行われることになる。
昭和に入ると日中戦争などの輸送力増強が目的で、東海道本線・山陽本線の線路増設計画が持ち上がった。しかし大日本帝国陸軍の希望は、更なる高速鉄道化であったため、標準軌による新線建設案が出された。これを『弾丸列車計画』と名づけ、予算を計上し計画チームを立ち上げた。
第二次世界大戦激化と敗戦による計画凍結や停滞があったものの、戦後に島安次郎の息子島秀雄らが主導する『新幹線プロジェクト』として再生し、日本国有鉄道の標準軌鉄道として「東海道新幹線」が結実し、続いて全国への新幹線延伸と一部並行在来線の廃線・第三セクター鉄道化が進行している。

### 我田引鉄
我田引水ならぬ「我田引鉄」と呼ばれる行為は、戦前からしばしば問題視され、現在でも新線計画や新駅設置を巡ってその様なことが話題に上ることがある。
特に第二次世界大戦前は、まだ自動車が普及しておらず、道路も脆弱だったため、鉄道が陸上交通の要であった。そのため経路に選ばれるかどうか、鉄道駅が設置されるか否かが、地域の盛衰を直接左右する生命線になった。
このため、衆議院議員総選挙の度に政党（特に立憲政友会）によって、地域への鉄道敷設と引換に、その地域の票を獲得しようとする政治工作が行われ、この集票手法は戦後まで継承される事になる。現在の日本の高速道路・整備新幹線建設に関わる政治問題の根本と言われることもある。また、大都市周辺の日本の地下鉄の郊外延伸線構想を巡っては、現在でも政治家が選挙公約に掲げる事例がある（Osaka Metro今里筋線など）。
- 山田線
  - 日本でも屈指の閑散線区[注 3]。当時の野党憲政会議員の「猿でも乗せるつもりか」との質問に対し、内閣総理大臣・原敬が「鉄道規則によれば、猿は乗せないことになっております」と答弁したとされるが、該当する発言は議事録に残っておらず、信憑性を問う意見もある（山田線の記事を参照）。
- 大船渡線陸中門崎駅 - 千厩駅間（通称「鍋弦線」）
  - 四角形の三辺を選んで大回りする様なルートで、建設当時の選挙の結果と政治事情に振り回された「我田引鉄」の典型として有名で、併走する国道284号は、直線で結んでいる。大船渡線を参照。
- 北越急行ほくほく線
  - 国鉄時代に北越北線として計画されたが、並行する北越南線（直江津 - 松之山 - 越後湯沢）の建設計画もあり、それぞれのルートを通る松代町と松之山町との間（いずれも現在は十日町市に合併）で「南北戦争」とも呼ばれる激しい誘致合戦の結果、距離の短い北越北線が先に建設されることになったが、国鉄の財政難や鍋立山トンネル[注 4]の掘削工事難航で建設は中断。その後、第三セクターとして発足した北越急行が工事を引き継いで1997年に開業に漕ぎ着けた。
- 中央本線岡谷駅 - 辰野駅 - 塩尻駅間（通称「大八廻り」）
  - 塩嶺トンネル開業前の中央本線において、中山道沿いに塩尻峠を超えず、天竜川沿いに南下し辰野駅（伊那谷）を経由していたことに関して、当時の伊那谷地域選出の有力議員で、鉄道局長でもあった伊藤大八の政治介入があったと言い伝えられている[2]。

しかし、現在の塩嶺トンネルのような約6kmに及ぶ片勾配の長大トンネルの開削や、塩尻峠越えのルートにすることについては、明治時代は技術・費用・工期の問題で非現実的であると判断され、このために取られた迂回であるとの説も根強い。事実、複雑な地層と断層の問題もあり、昭和後期に着工した塩嶺トンネル工事も、距離の割にはかなりの難工事となった。
- 山陰本線滝部駅 - 特牛駅間
  - 日本海沿いに敷設される予定であった本線だが、地域の要望や予算によってルートが変更され、現在地にこの2駅が設けられたとも言われている[誰?]。

- 予讃線（当時は讃予線）伊予和気駅 - 三津浜駅 - 松山駅間
  - 鉄道省は伊予和気 - 松山間を直進ルートで建設する計画を立てていたが、これを知った三津浜町民は三津浜停車場設置期成会を結成し、宮崎張儀町長が大木遠吉鉄道大臣と直談判するなどの陳情活動を繰り広げた。その結果2箇所の丘陵地帯を通過する迂回ルートに変更された[3]。

### 停車駅争奪戦・追加運動・臨時停車など
- 東海道本線興津駅
  - 井上馨が晩年を過ごした「長者荘」が付近にあった。伊藤が死去した後、政官界で井上の存在感が高まったことから、井上の存命中に興津駅に急行列車が停車するダイヤが組まれることもあった[4]。
- 東海道新幹線三島駅
  - 1989年7月17日、第15回参議院議員通常選挙の選挙活動において、静岡県選挙区の候補者・櫻井規順（日本社会党）陣営の幹部の要請により、ひかりを三島駅で臨時停車させた事件が発生。その結果、日本社会党は櫻井の公認を取り消した（なお、櫻井は無所属で当選後に復党している）[5]。
- 高崎線深谷駅
  - 衆議院議員荒舩清十郎が運輸大臣に在任していた1966年、自分の選挙区にある深谷駅を、急行列車の停車駅に追加させたことが政治問題化した。これが一因となって、荒舩は運輸大臣辞任に追い込まれた。また、それを了承した国鉄総裁石田禮助は「武士の情け」と釈明し、有名になった。
  - 上越新幹線および北陸新幹線開業後、高崎線を走る長距離列車の多くが姿を消した中、現存する中で最長距離を走る特急草津は深谷駅を通過し、比較的近距離の特急あかぎ・スワローあかぎのみ停車している。
- 中央線快速高円寺駅・阿佐ケ谷駅・西荻窪駅（「杉並三駅」）
  - 1960年代に中野駅 - 三鷹駅間が複々線化された際、国鉄の当初の計画では快速列車を通過させることになっていた。しかし杉並区や住民の反発により、「複々線化後も三駅には停車する」旨の覚書を締結。この結果、平日は一部速達列車を除いて全快速列車が停車することになったが、現在に至るまで続く慢性的な遅延の一因にもなった。
- 北陸本線大聖寺駅・作見駅（現加賀温泉駅）・動橋駅
  - 加賀温泉郷（山中温泉・山代温泉・片山津温泉・粟津温泉）の入り口である大聖寺駅と動橋駅では、北陸本線初の特急列車「白鳥」が設定されたときから、地元行政や住民、各温泉の観光協会などの団体の間で特急停車を巡る争奪戦が繰り広げられてきた。当初は、上下列車をお互いの駅に分けて停車させるなどといった方法で妥協していたが、特急が増発されるたびに同じような揉め事が繰り返された。さらに1960年代末期には特急「雷鳥」・「しらさぎ」が大聖寺駅と動橋駅の両駅に停車し、特急でありながら金津駅（現・芦原温泉駅）から小松駅までの4駅間を1 - 2駅ごとに停車するダイヤとされていたことが、特急の格やスピードアップの観点から問題視されたことから、1970年に国鉄は両駅の中間に位置し、それまで普通列車しか停車しないローカル駅であった作見駅を「加賀温泉駅」と改称し、この駅に特急停車を集約し各温泉地へはこの駅からバス路線を開設して、大聖寺・動橋の両駅は特急通過駅とすることで解決させた[注 6]。なお、この当時の特急列車には文字通り「特別な急行列車」として停車駅をできるだけ絞るようにすることが求められており、現在の琵琶湖線を走る「びわこエクスプレス」などのように連続停車させるという発想自体が存在しない時代であったため、加賀温泉駅への改称直前に前述の特急が両駅に連続停車していたことは、当時の慣例から見ると極めて異例であった。
  - また、この特急列車の停車駅移動は、大聖寺駅と動橋駅を国鉄線との接続駅にしていた北陸鉄道加南線に大打撃を与え、その廃線の一因ともなり、結局は地域の公共交通に大きなダメージを与えることにもつながった。
- 山陰本線豊岡駅・城崎駅（現城崎温泉駅）
  - ここも山陰本線初の特急列車「まつかぜ」が設定されたときから、特急停車を巡って揉め事を起こしていた。「まつかぜ」は当初上り下りで停車駅を変える方式とし、後には上下とも宮津線の連絡駅である豊岡駅停車としたが、同時に運転を開始した「やくも」を豊岡駅通過・城崎駅停車とすることなどでバランスをとっていた。その後特急の大衆化が進むにつれて、停車駅の間隔が大きな問題ではなくなったことから、1970年代になると特急が豊岡駅・城崎駅の両方に停車するようになり、この問題は収束した。
  - なお山陰本線の同地区においては、他にも駅間が近接しており特急「まつかぜ」が通過していた和田山駅・八鹿駅・江原駅の3駅間においても特急「あさしお」・「はまかぜ」の両列車が選択停車を行う措置が取られていたことがあったが、2000年前後には選択停車の措置がなくなりいずれの駅も全ての特急が停車することとなった。ただし、「かにカニ日帰りエクスプレス」期間中に運転されるかにカニはまかぜは八鹿駅・江原駅を通過し、同期間中に運転される臨時こうのとり75号は上記2駅に加えて和田山駅も通過する。
- 山陰本線東萩駅・萩駅
  - 山口県萩市の玄関口としての地位を、この2駅が争ったと言われる。しかし同市の中心部には、萩駅に7ヶ月遅れて開業した東萩駅のほうが近かったことから、「まつかぜ」の設定時より東萩駅が特急停車駅とされた。また、新山口駅との間を結ぶ「特急はぎ号」などの高速バスも東萩駅前を発着地にしている。なお、1往復だけ残っていた「いそかぜ」が2005年のダイヤ改正で廃止されたことにより、両駅を通る特急列車そのものが消滅している。
- 土讃線西佐川駅・佐川駅
  - 準急列車が設定されたときから、高知県佐川町の玄関口としての地位を両駅が争っていた。後には佐川駅に全ての優等列車が停車するようになり、西佐川駅は無人化されたあと業務委託駅になった。
- 身延線内船駅
  - 1995年に「ふじかわ」が特急化される際に、所要時間短縮を目的とした停車駅の整理が行われ、身延駅以北については速達便以外はほぼ現状維持なのに対し、それ以南については途中停車駅を清水駅・富士駅・富士宮駅に絞り、その他の急行停車駅は特急化の際は全列車通過が検討されていた。しかし山梨県内で唯一全通過とされた内船駅のある南部町と町営バスで接続していた富沢町が、それを知るや通過反対運動を展開[注 7]。南部町町長小沢介三が、名古屋市の東海旅客鉄道本社に出向き、停車の陳情を行なった結果、方針を改め内船駅についても速達便を除き停車することになった[6]。その後内船駅は1999年に無人化されたが停車は維持され、2006年のダイヤ改正で停車駅の整理が行われた際に速達便が廃止され全列車が停車となった。なお、南部町と富沢町は2003年に合併し、（新）南部町となっている。
- 東海道本線（JR神戸線）芦屋駅・西ノ宮駅（現西宮駅）
  - 1957年に快速列車（それまでの「急行電車」を改称）の停車駅を1駅増やす際にこの両駅が争った。結果的に、この複々線区間の外側線（急行線）を走る快速列車は西ノ宮駅、内側線（緩行線）を走る快速列車は芦屋駅に停車させることで決着した。後に、芦屋駅は全ての快速列車が、1990年に入ると新快速列車も昼間時停車駅となり、2003年からは終日停車になっている。また西ノ宮駅も、同じく2003年より快速列車が終日停車となっている。なお2005年まで、兵庫県西宮市におけるJR駅の利用客数は西宮駅よりも普通列車しか停車しない東隣の甲子園口駅の方が多かった。
- 外房線鎌取駅・誉田駅・土気駅
  - 千葉市（1992年に政令指定都市化により緑区）内の駅では、特急列車「わかしお」の停車駅を巡って揉め事を起こしていた。「わかしお」は、1990年代前半まで一番乗降客数の多かった誉田駅にのみ一部の列車が停車していた。しかし2000年代までに駅周辺の住宅開発が進んだことで土気駅の乗降客数が誉田駅に迫り、鎌取駅も誉田・土気両駅には及ばないものの乗降客数を大きく伸ばしていたが、特急停車駅は旧態依然のままだった。このことに鎌取・土気両駅の利用者から不満が噴出し、鎌取や土気地区出身の市議会議員などは、誉田駅の特急停車を止め鎌取か土気停車に変更するようにとJR東日本に要望を出すまでになった。2002年のダイヤ改正では列車ごとに誉田・土気のいずれかに停車する方式になり、更に2005年のダイヤ改正からは土気駅一部停車に統一された。一方、特急が全通過となった誉田駅に対しては千葉・東京方面への快速・普通列車の始発着を増発する配慮を行っている。なお、鎌取駅には『ブリヂストンオープンゴルフトーナメント』開催時には一部の『わかしお』が臨時停車する。
- 京浜急行電鉄京急蒲田駅
  - 2010年5月16日に実施された同駅の高架化工事進捗に伴うダイヤ改正で、エアポート快特が同駅を通過すると発表された途端、地元大田区長の松原忠義や区議、蒲田に住む住民からの猛抗議が起こり、高架化費用の補助金打ち切りも示唆した。これに対して、当時の東京都知事だった石原慎太郎が、高架化は国道15号や東京都道311号環状八号線にあった踏切と渋滞の解消が目的と反論される一幕があった。
- 東武鉄道伊勢崎線・日光線・東上線
  - 急行列車の停車駅追加の際、追い抜き設備を有する駅を新設して、これを追加の停車駅としたケースがあった。これは列車の追い抜き設備が必要という設備面の問題もあるが、それと同時に以前、既存の地元駅への速達列車（準急・快速）の停車を求める運動を行っていた沿線自治体が複数あり、既存の停車駅への急行停車の追加では、近隣の市町村による停車駅の争奪戦が起きるので、それを避けるため新設した鉄道駅に、急行列車を停車させていると言われる（北陸本線における加賀温泉駅のケースと類似している）。伊勢崎線のせんげん台駅、日光線の板倉東洋大前駅、東上線のふじみ野駅が実例として挙げられる。
- 東海道本線（琵琶湖線）南草津駅
  - 南草津駅は1994年に開業した琵琶湖線でもっとも新しい駅であるが、開業と前後して区画整理が進んだことや、パナソニックグループなどの工場群への通勤客に加えて立命館大学の進出もあり乗客が急増。2008年の利用者数は滋賀県内では新快速停車駅の草津駅、石山駅に次いで3位となっていた[注 8]。しかし、日中は普通（高槻駅 - 明石駅間快速）が毎時4本止まるだけで、不便に感じていた地元から新快速停車の要望が高まり、2008年2月には南草津駅への新快速停車を公約に掲げた橋川渉が草津市長に当選。2009年12月2日には、2011年春のダイヤ改正での南草津駅への新快速停車を目標に「南草津駅新快速停車促進期成同盟会」が設立された。そして多数の署名を集めJR西日本に掛け合ったところ、2010年12月に「2011年3月12日ダイヤ改正より新快速が終日停車」と発表された。その後も利用客数は増加し、2011年には石山駅を抜いて県内第2位に[7]、そして2014年には県内首位となっている。
- 東北本線西那須野駅・東那須野駅（現那須塩原駅）・黒磯駅
  - 北陸本線加賀温泉駅と経緯は似ている。塩原・那須への玄関口として西那須野駅と黒磯駅で特急停車駅を争っていた上に、東北新幹線が併走する形で建設される事からその中間にあった東那須野駅を那須塩原駅に改称した上で新幹線の駅を設置する事になった。
  - 最終的には関係する自治体である栃木県黒磯市・西那須野町・塩原町は合併の上「那須塩原市」となった。
- 京阪電気鉄道京阪本線枚方市駅・樟葉駅
  - 京阪特急は長らく京橋駅 - 七条駅間ノンストップ運転であったが、沿線の有力自治体の一つである大阪府枚方市は、かねてより主要駅の枚方市駅への特急停車の要望を、枚方市議会を通して京阪本社に陳情し続けていた。
  - これに対し、京阪側は陳情開始当初は「特急の途中駅停車は円滑な輸送体系を却って乱す恐れがある」として頑なに拒否し、代案としてバブル景気期には、特急と急行の中間に位置する「快速急行」の設定を計画していた時期もあった[注 9]。しかしバブル崩壊後の輸送需要の低迷で、特急の途中駅停車の実施に方針を転換し、1997年に朝の大阪方面のみ枚方市駅停車となった後、2003年に枚方市駅に全特急列車が停車開始した。なお、快速急行はこれとは別の理由で、特急の途中駅停車の実施から5年を経た2008年に設定している。
  - 当初は枚方市駅1駅のみを追加停車とする計画であったが、これとは全く別の理由で計画を変更し、ニュータウン開発が進んで人口が増加した同市内の樟葉駅（隣接する京都府八幡市民の利用者も多い）を新たに追加停車駅とすることになった。同駅についても枚方市駅停車と同日に停車し、枚方市内には2駅同時に停車するようになった。ただし、現在の快速特急「洛楽」は両駅には停車しない。
- 小田急電鉄小田原線登戸駅・向ヶ丘遊園駅
  - 両駅とも急行停車駅だが、2002年3月23日ダイヤ改正で、向ヶ丘遊園駅を通過する多摩急行が設定され、さらに同改正で設定された湘南急行は2004年12月11日のダイヤ改正で、両駅を通過する快速急行に置き換わる形で廃止された。以来「神奈川県鉄道輸送力増強促進会議」が小田急電鉄に対し登戸駅に快速急行、向ヶ丘遊園駅に多摩急行の停車を要望し続けるが、小田急電鉄は各種別の設定目的を理由に、どちらとも停車の計画はないと回答し拒否していた。
  - しかし2016年3月26日ダイヤ改正で日中の多摩急行が急行に置き換えられ、2018年3月17日ダイヤ改正では快速急行の登戸駅停車と多摩急行の廃止に加え、平日朝ラッシュ時に向ヶ丘遊園駅に停車し登戸駅を通過する通勤急行が設定された（なお、向ヶ丘遊園駅はロマンスカー停車駅であったが、同改正で全列車が通過となった）。
- 京浜東北線神田駅
  - 京浜東北線は快速運転開始当初、神田駅を通過していた。2015年3月14日改正から快速が停車するようになった。中央線快速との連絡、東京都政の有力者だった東京都議会議員内田茂のお膝元（内田氏は2017年都議選で落選し引退している）、上野東京ライン建設に伴う日照権問題が重なった。
- そのほか、京急本線青物横丁駅の特急停車（1968年）も政治家の力が働いたといわれている[8] が、真相は定かではない。

### 駅名
- 山陽新幹線・山陽本線・山口線・宇部線新山口駅
  - 現在の山陽本線にあたる路線を敷設した山陽鉄道は当初から、広島以西については山口を経由せず徳山 - 三田尻（現・防府） - 小郡（現・新山口）を経由する現在線に近い海岸線ルートの認可を申請したのに対し、参謀本部が山口などを経由する山間線を主張した[9]。この山間線は、五日市付近より山間部に入り須々万や伊佐（現在の美祢駅付近）等を経由して海岸付近を一切通らず赤間関に至るもので、山陽鉄道が申請した海岸線ルートとは大きく異なるものである[9]。最終的には参謀本部の提案した山間線は経済的問題を解決できず、赤間関付近の危険箇所等を修正して概ね当初の海岸線ルートに敷設許可が下りた[9][注 10]。これにより山口は山陽本線沿線から外れ、代わって小郡に機関区を併設した拠点駅が設置され、最急行列車の停車駅として繁栄した。その後山口には1908年に大日本軌道山口支社線（1913年の国鉄山口線開通に伴い廃止）が小郡から分岐する形で開通した[10] が、本線から外れていたため町の発展は見られなかった。このため旧山口市では、旧小郡町など周辺町村と合併し市域を拡大させる「大山口市構想」が誕生した。この構想は1944年に旧小郡町を含む吉敷郡の9町村と新設合併したことで一旦は実現したが、1949年に小郡町は再び分離した。その後2000年代に入り中央の合併促進政策で旧小郡町は再び山口市に合併されることになり、JR西日本へ徳山市（現・周南市）とともに「のぞみ」停車を持ちかけて駅名改称となった[11]。このときも、住民らによる「小郡町の将来を考える会」が町長に変更撤回を申し入れる動きもあった[12]。
- 上越新幹線燕三条駅
  - 上越新幹線と弥彦線が交叉する地点に駅を設置することが決まったとき、予定地が三条市と燕市の境界線上にまたがる場所となった。また、燕市は下越地方、三条市は中越地方と言う、両地方の境目であったこともあり、下越と中越との文化の違いやプライドも絡み、その駅名を巡り両市行政の間で「新三条」「新燕」「燕三条」「三条燕」など複数の案が飛び交う駅名争奪戦の様相を呈し、紛糾を極めることとなった。また、その結果として両市名を付けた駅名にすると日本国有鉄道が決定した際にも、今度は「燕三条」と「三条燕」のどちらを頭に持ってくるかでまた紛糾し、双方の自治体や住民団体により、新潟県庁や国鉄本社への陳情合戦などまで行われた。結局は田中角栄らの仲裁により、駅名は燕を先にした「燕三条」とし駅長室を三条市側に配置して登記上の所在地を「三条市」として、見返りとして同時期に計画された関越自動車道のインターチェンジ名を「三条燕」として登記上の所在地を「燕市」とすることと言う、大岡裁き的手法で、最終的に決着させた。当時、三条市の衆議院選挙区は、田中が地盤とする「新潟3区」で、一方の燕市は「新潟1区」であった。このことから、駅名決定の経緯については政治的な意図も囁かれた。
- 北陸新幹線佐久平駅
  - 北陸新幹線の建設において、軽井沢駅 - 上田駅間のルート選定と特に新駅（佐久平駅）の駅名を巡って佐久市と小諸市とで対立した。1973年に北陸新幹線が整備新幹線として整備計画が決定した当時は技術的に軽井沢駅に新幹線駅を設置することは難しいとされたため、小諸市は信越本線沿線の軽井沢町などと同調し平原駅に新幹線新駅として「（仮称）新軽井沢駅」を誘致する動きを見せた。ただ、その後はコスト抑制のため高崎駅 - 軽井沢駅間のみフル規格で整備し、軽井沢駅以遠は改軌のうえミニ新幹線で小諸駅を経由し長野駅へ乗り入れる案が浮上し、まず先行して高崎駅 - 軽井沢駅間が（フル規格で）着工した。だが結局は長野オリンピックの開催が決まったため軽井沢駅以遠もそのままフル規格で整備されることとなり、その際に小諸駅から大きく外れた現在のルートが採用されたため、在来線特急が停まらなくなることで街の衰退を危惧した小諸市が反発した。小海線との交差地点に設けられることとなった新幹線新駅の駅名についても佐久市と小諸市の間で論争が発生し[13]、新駅の駅名についても佐久市側が「佐久駅」[14]を、小諸市側が「小諸佐久駅」[14]または「佐久小諸駅」[14]を、それぞれ主張し譲らなかったため、最終的に当時の長野県知事・吉村午良に調停を依頼、吉村が「佐久平」という名称とすることで1996年（平成8年）11月26日に決着した[13]。「佐久平」は小諸市を含む佐久盆地一帯を指し、かつ県歌『信濃の国』に登場するなど親しまれている名称であったことから、両市ともに受諾した。ただ、その後も佐久市と小諸市は2011年（平成23年）に供用開始された佐久小諸JCTの名称検討の際にも対立している。
- 北海道新幹線新函館北斗駅
  - 新幹線の建設が決定した際、当面の北海道側のターミナル駅は、当初からの計画通り函館本線渡島大野駅（当時）に併設されることとなった。長らく仮称として「新函館」と呼ばれていたが、開業を控え正式駅名を選定しなければならなくなった時期に、北斗市の当時の市長・海老澤順三が市議会で「（北斗市に出来るのだから）北斗駅にすべきだ」と発言し新駅がそのまま「新函館」となることに異議を唱え、さらに北斗市議会も同調して新駅の正式駅名を「北斗函館」とするように求める議案を多数決で可決した[15]。ところが、これを受けて函館市は即座に抗議し、今度は函館市議会が新駅の駅名を仮称通り「新函館」とするように求める議案を多数決で可決した[15]。その後、駅所在地である北斗市と、仮称通りの正式駅名を求める函館市との間で協議が行われたが結論が出ず、最終的に北海道新幹線を運行するJR北海道に委ねられることとなり、北海道知事などの意見も踏まえた上で、2014年（平成26年）6月11日、JR北海道は同日行われた定例記者会見において、新駅の駅名を「新函館北斗」に決定したことを正式に発表した[16][17]。2016年（平成28年）3月26日、北海道新幹線開業と同時に、在来線の渡島大野駅も「新函館北斗駅」に改称された。

現在では新幹線駅などと同様に、高速道路のインターチェンジでも、開通・設置の際にその名称を巡って同様の名称争奪戦が発生する事が少なからず見られ、最終的に妥協案として近隣自治体名を繋げた名称となるものも少なからず見られている。また、大都市圏などの駅名を巡っても、同様の事態が発生する場合がある。

## 鉄道忌避伝説
鉄道創成期に線路を敷設する際、様々な理由で「住民が線路を市街地に通すことに反対したため、鉄道が、従来から存在していた町を無視するようなルートになったり、鉄道の線路や駅が市街地や村落の中心部から離れた場所に設置されてしまった」などという話が全国各地に残されている。これらの話は、各地の地誌や市町村史類に記載されていることも多い。
しかし、その例として挙げられるものの多くは、新聞、署名、沿線住民の日記などといった当時の文献からは、当局と交渉するほどの反対運動は確認できない。それどころか逆に各地で誘致運動があったことは当時の文献から確認されている。青木栄一などの鉄道史研究者は、鉄道忌避は否定的要素が強いと指摘している。
即ち反対運動の結果でルートが変わったと言われているケースは信憑性の希薄な俗説にすぎず、ほぼ全てが技術的・経済的理由により最初から計画されたルートで建設されているだけであり、住民運動が鉄道建設にもたらす影響はほとんどの場合、計画されたルート上における駅の位置の変更程度に過ぎないと考えられている。
実際にルート変更があったケースでは、上記の大船渡線の例のように誘致運動や政治力でルートが変わってしまったものがほとんどである。ただし、旧ルート案に少なからずとも反対者はいるため、あたかも反対運動の結果で通らなかったと「鉄道忌避」が半ば当然のように語られてしまう例がほとんどである。
以下の文章は「鉄道忌避伝説」の典型的な例である。
「鉄道忌避」が実際にあった例として、唯一検証できるとされているのは、日本での最初の鉄道開業区間の一部である新橋駅 (初代)—品川駅間である。大久保利通を始めとする薩摩藩などの反対により、用地買収の不要な当時海中だった土地に鉄道を通している。とはいえ、その大久保も鉄道に試乗して「まさに百聞は一見に如かず。愉快に耐えず。鉄道の発展なくして国家の発展はありえない」と日記に綴っている。
その薩摩藩も1866年（慶応2年）に藩士五代才助をヨーロッパに留学させており、五代は同年12月の帰国に際して知己となったベルギー人の実業家シャルル・ド・モンブランに書簡を送ったが、その中には鉄道建設計画に関することが含まれていた。
一方で仙台市では「鉄道忌避」とは逆に「街中心部に線路を通さなければ伊達政宗公以来の仙台は滅ぶ」と、地元側の猛烈な誘致活動の末、当初ルート（現在の宮城野貨物線ルート）を変更して現在地に仙台駅が設置された、更に東北新幹線も同様に仙台駅を通るルートに変更させている。似たような事例が東海道新幹線の京都駅や北海道新幹線札幌延伸で並行在来線分離予定の函館駅でも起こっている。
また、東京メトロ日比谷線が反対運動の結果、麻布十番駅を経由せずに六本木駅が設置されたという説がある。しかし、関東大震災直後にまだ地下鉄が1本も開通していない頃、当時の東京市が計画した地下鉄路線網には恵比寿から六本木を経由して虎ノ門へのルート案が存在しており、戦後に帝都高速度交通営団がそれを踏襲しただけであるため、麻布十番付近でルート変更をした事実は確認されていない。

## 新幹線と政治
新幹線の路線や駅の建設についても、その時々の政治家の腕力に左右された事が多かったと見られている。そのため、新幹線の駅ができた場合でも、周辺が殆ど整備されないまま放置されている例も存在する。これらの背景には、新幹線の開業は沿線に大きな利害をもたらすため、地元住民の賛否両論が建設前から噴出するためといわれる。また新幹線の建設費に関しても疑惑が存在する（後述）。
一般に政治家の影響を受けたと評される路線・駅を列挙する。

### 東海道新幹線関連

#### 貨物新幹線計画
東海道新幹線の建設費を捻出するため、日本国有鉄道は世界銀行から、8,000万米ドル（融資時は1米ドル=360円の固定相場制）の融資を受けていたが、これと並行して、東京-大阪間を5時間半で結ぶ「貨物新幹線」の運行構想が計画当初から存在した。しかし、インフレーションの影響で、建設費用が当初の2倍近くに膨れ上がったことを理由に、国鉄は用地の買収と一部の工事を実施した後、計画自体を断念した。
これに関しては、世界銀行から資金を調達する際、貨物が鉄道輸送の主力となっていたアメリカの理解を得るためのダミー構想であり、最初から新幹線での貨物輸送を行う予定はなかったとの説があるが、計画立案者の石井幸孝は、噂話を完全否定している。

#### 新横浜駅
新横浜駅は東海道新幹線開業から長らく「こだま」しか停車しなかった。開業当初は駅周辺が開発途上で利用者が少なかったこともあり、地元からは抗議運動は起こらなかったものの、駅周辺の発展が目立つ様になると、横浜市会や横浜市民、地元財界の長年の要望に応える形で、次第に停車列車本数を増やし、2008年3月15日のダイヤ改正で品川駅（2003年に新幹線ホームが開業）と共に、全列車停車駅となった。

#### 静岡県と「のぞみ」
東海道新幹線の最優等列車である「のぞみ」であるが、静岡県内には停車しない。
これについて静岡県庁は不快感を示しており、静岡県知事の石川嘉延は、2002年（平成14年）12月9日の静岡県議会・本会議で「県内素通りの『のぞみ号』に対して通行税を取る」と発言し、物議を醸した。しかし実施されることなく川勝平太に交代したため、発言も話題にされなくなった。

#### 中山道ルートと岐阜羽島駅

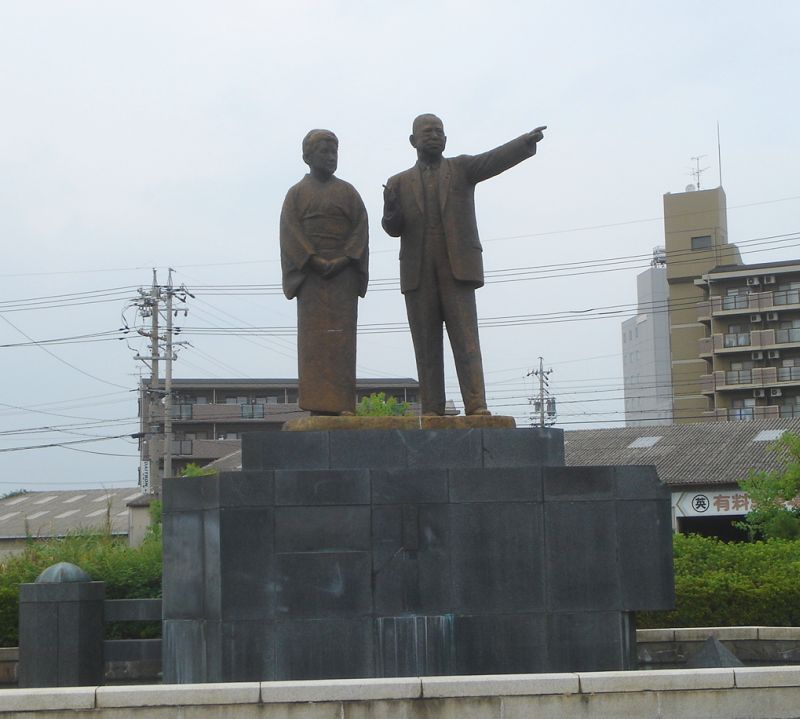
岐阜羽島駅前の大野伴睦夫妻像

戦前の新幹線建設計画である通称「弾丸列車計画」が浮上した際、名古屋 - 大阪間を当初は関西本線に沿いながら鈴鹿山脈を越えて、滋賀県野洲市の三上山（近江富士）近傍で東海道本線の野洲駅に再び沿うルートで計画されていたものの、後に工期や技術の問題で米原経由 ルートを検討するようになった。
戦後の東海道新幹線建設計画においても、再び鈴鹿山脈越えルートが検討されていたが、鈴鹿峠を挟んでの三重県側と滋賀県側との高低差が大きく、それを緩和するためには鈴鹿山脈に20kmを超える長大トンネルを掘削する事が必要となり、それが大きな技術的障害や建設費用でも問題になる事などがあり、結局は名古屋から一旦北上して大垣市の南部を通り垂井町の垂井駅付近で東海道本線と並行しそのまま米原へ抜けるルートに落ち着く。また、ルート決定にあたっては北陸方面との連絡の利便も考慮されたことから、米原駅が設置された。
「名古屋-京都間を直線で結べば標高1,000m級の鈴鹿山脈越えとなるのであるが、（中略）工期的に非常な難点のあることが明らかになった。一方関ケ原附近も地質的には鈴鹿越えと大差はないが、ずい道が比較的短くすむこと及び北陸との連絡に至便なことから、結局ここが最終案として本決まりになった。こうして全線の基本ルートが定められ、33年8月幹線調査事務所の発注によって航空写真測量が開始されたのである。」 とするように、関ヶ原経由が決定したのは、東京オリンピック開催が決定された1959年（昭和34年）よりも前である。国鉄副総裁磯崎叡も、1964年（昭和39年）6月2日の衆議院予算委員会 において、同様に1958年（昭和33年）に現在のルートを採択した旨の答弁を行っている。また、新幹線の工期5年は、1958年（昭和33年）7月の国鉄幹線調査会の答申で定められており、これも東京オリンピック開催決定前のことである。
関ヶ原ルート決定後、設置予定駅の第一報では名古屋駅の次は米原駅とされていたが、3日後には羽島市への駅設置が報じられた。岐阜市や大垣市では駅を誘致する運動が展開され、特に岐阜県の政財界では岐阜市寄りの北回りルートが要望された。産経新聞「戦後史開封」取材班(ISBN 459402694X)によると、その岐阜県の要望に対して国鉄側は、予定ルートよりも線路を大幅に北側へ迂回する必要があり、建設予算や名古屋駅以西の区間の所要時間が伸びる関係上、難色を示した。これに岐阜県や地元自治体側は激しく反発し、一時、国鉄は岐阜県内での測量が出来ない状態に陥った。この為、国鉄が地元選出の当時の有力国会議員であった大野伴睦に斡旋を依頼し、新幹線路線を迂回させる必要がない羽島市内に岐阜羽島駅を設置することで妥協案を成立させるというのが用意された筋書きである。「政治駅」とも指摘されたが、大野は「新幹線は国家的問題で、岐阜県の都合だけで左右することはできない」と述べていたとされ、むしろ政治力で決定されていたならば駅は岐阜市になっていたとも指摘されている。
実際は、1958年（昭和33年） - 1959年（昭和34年）に国鉄は岐阜県内の駅設置の必要性を認識して計画を進めていた。岐阜県知事が要請した大野と国鉄との交渉の際、国鉄は駅を作ることをあえて伏せ、「一駅作るなら地元を説得しよう」と大野にいわせて顔を立て、羽島市内に駅を設置することで妥協案が成立したように見せかけたのである。
国鉄職員だった須田寬によると関ヶ原ルートに決定されたとき豪雪地帯を通るため、除雪車の待機基地を設置できる駅の候補地として羽島が選定されたと述べている。羽島に設置することで広大な駅用地を用意でき、名古屋駅など通常の中間駅が4線なのに対し、除雪車が待機する岐阜羽島駅では6線設けることができた。また、大垣は市街地に近く除雪車が待機するだけの駅用地が確保できず羽島に選定されたことで立ち退きが少なくて済んだと述べている。須田は大野の影響について「駅名に『岐阜』を付けてほしいとは言ったようですが、伴睦さんが羽島に駅を造らせたということは絶対にない」としている。
なお、岐阜羽島駅前には大野夫妻の功績を顕彰する銅像が建てられているが、これは開業の4ヶ月前に逝去した大野の支持者が造立したものである。

#### 南びわ湖駅
滋賀県栗東市下鈎地先、東京駅起点452km050m付近（米原から約43.8 km、京都から約24.3 km）に設置が計画された東海道新幹線の新駅。設置されると東海道新幹線としては18番目の停車駅となるはずだった。この駅が計画された米原駅 - 京都駅間は68kmあり、駅間の距離が平均30kmの東海道新幹線の中では一番駅間距離が長い区間である。
2002年4月、滋賀県・栗東市・促進協議会と東海旅客鉄道株式会社の四者で、東海道新幹線（仮称）びわこ栗東駅設置にかかる『基本協定書』を締結し、新駅設置が正式決定した。2005年12月にはこの関係四者で「東海道新幹線米原・京都間新駅設置に関する工事協定書交換式」を行い、2012年度の開業を目指し2006年5月に着工した。
しかし、2006年7月に実施された滋賀県知事選挙で、新駅の「限りなく中止に近い」建設凍結を掲げた嘉田由紀子候補が、当時現職で新駅建設推進派だった國松善次候補を破って当選したのをきっかけとして建設工事は中断となった。 滋賀県知事および滋賀県議会の多数派は建設凍結の立場であり、一方、栗東市長および栗東市議会の多数派は建設促進の立場だった。しかし、2006年の栗東市長選や2007年の市議会議員選挙では凍結派+中止派の票数が推進派の票数を上回り、市民の意見が分かれた。 最終的には地元合意締結の期限である2007年10月28日の促進協議会で、凍結・中止を求める滋賀県と建設続行を求める栗東市長の意見はまとまらず、10月31日を期限としていた地元意見の集約が図れないため、JR東海との工事協定は白紙となり建設中止が決まった。

### 京都駅

#### 東海道新幹線
東海道新幹線の京都府内のルートは、弾丸列車計画の時代から様々な案が検討されてきた。戦前の計画では、比叡山をトンネルで通過し京都市の北西部に駅を設ける案、東山の南側を通過し伏見付近に駅を設ける案、現京都駅に併設する案などが比較された。
東海道新幹線の建設に際し新幹線京都駅をどこに設置するかについては、計画段階では3つの案があった。1つ目は京都駅の南約2kmの奈良線稲荷駅北方付近に設置する「南案」、2つ目は現駅に併設する「併設案」、3つ目は京都駅の北約1.5kmの五条通地下を通し烏丸五条（現烏丸線五条駅）付近に設置する「北案」である。これらは交通連絡、周辺環境、用地取得費、工事費などの観点から検討された。建設費は南案が最も安価で用地取得件数も少なく済むと評価されたが、最終的には地元の強い要望および用地買収への協力もあり、1960年4月に京都駅へ併設する案が採用された。
新幹線開業前の計画では、東京-新大阪間の「超特急」（後の「ひかり」）の停車駅は名古屋駅1ヶ所だけであり。京都駅には停車しない予定だった。しかし、この計画に対し京都市長高山義三、京都市会、京都商工会議所など政財界は停車させるよう強く陳情した。1963年7月には運輸大臣綾部健太郎も超特急の京都駅停車を支持した。その後も検討が続けられ、開業まで1ヶ月少々となった1964年8月18日に、ようやく超特急の京都駅停車が正式決定した。

#### リニア中央新幹線
中央新幹線（リニア中央新幹線）の建設については、基本計画路線時点では「奈良県奈良市附近」を主要な通過地とされていた。これに対し京都府や京都市は、同ルートは東海道新幹線のバイパス路線として計画されたものであり、リニア中央新幹線は京都を通過するルートが適切であるとして、1990年（平成2年）に「京都府中央リニアエクスプレス推進協議会」を設立して誘致活動を行っている。しかし、JR東海と日本国政府は否定的な考えを示している。また、三重県、奈良県、大阪府など周辺自治体からも支持を欠いている。
事業および建設主体となるJR東海の柘植康英社長は2016年7月20日の記者会見で「国の整備計画が基本にあり、これに基づいて作業を進めていく」と、奈良市付近を通って新大阪駅に至る路線で進める考えを明らかにしており、京都駅を経由する可能性は無い。産経新聞による関係者への取材によれば、京都市を経由するとカーブがきつくなり、走行速度が落ちるなどの弊害が出るとして、否定的な見解が示されているという。

### 山陽新幹線関連

#### 相生駅
西明石駅同様、相生駅は当初山陽新幹線で予定されていた「夜行新幹線運転構想」に備えて（線路保守のために夜間は低速の単線運転とするため、適当な間隔で交換駅が必要）設置された。

#### 新岩国駅
岐阜羽島駅と同じく運用上の配慮から30 - 40km間隔での駅配置が図られた結果、広島駅と徳山駅の中間に当たる位置に新岩国駅が設置された。

### 上越新幹線関連

#### 上越新幹線と浦佐駅
当時の国鉄は、自民党議員の圧力により地方へ鉄道を建設し続け、年々赤字が大きくなっていた。そのころ東海道新幹線のバイパス線である「北回り新幹線」が構想された。新宿から松本（長野県）を抜けて北陸に出るというのが当初のルートであった。
ちょうどその頃、自著の「日本列島改造論」で新幹線建設の機運を高めた田中角栄は日本鉄道建設公団法を成立させて日本鉄道建設公団を作り、収益の見込めない地方ローカル線の建設を進め（例：只見線の全線開通）、国鉄による建設がまだ始まっていなかった上越新幹線を着工させた、と言われる。日本鉄道建設公団は日本鉄道建設公団法によって「内閣の指示で建設を行なう」ものとされ、また完成した線路は建設費と共に「国鉄に譲渡できる」とされた（国鉄の予算は国会での承認を得なければ執行できなかったので、内閣の意向と国会の大勢が一致していればまさに「思いのまま」であった）。このことは、国鉄の分割・民営化に際し、永らく田中に仕え「側近」とも言われた秘書の早坂茂三をして「国鉄を愛したはずの『親父』（注：田中のこと）が国鉄に対してなした最大の罪悪」と言わしめた。
このような事情を体現するかのように、田中の選挙区内を経由する上越線の浦佐駅（南魚沼郡大和町→現：南魚沼市浦佐）は、新幹線開業以前は特急「とき」1往復と一部の急行が停車するだけのローカルな小駅だったが、近隣の北魚沼郡 小出町（現：魚沼市）にある小出駅、南魚沼郡六日町（現：南魚沼市 六日町）の六日町駅といった主要駅があるにも関わらず、それらではなく、両町の中間点にあたる浦佐駅が突然新幹線停車駅に決定した。これには地元の住民でさえ奇異の念を抱く者が少なくなく、小出・六日町の両町からも「何故我が町を差し置いて」などと異議を唱える声が上がった。

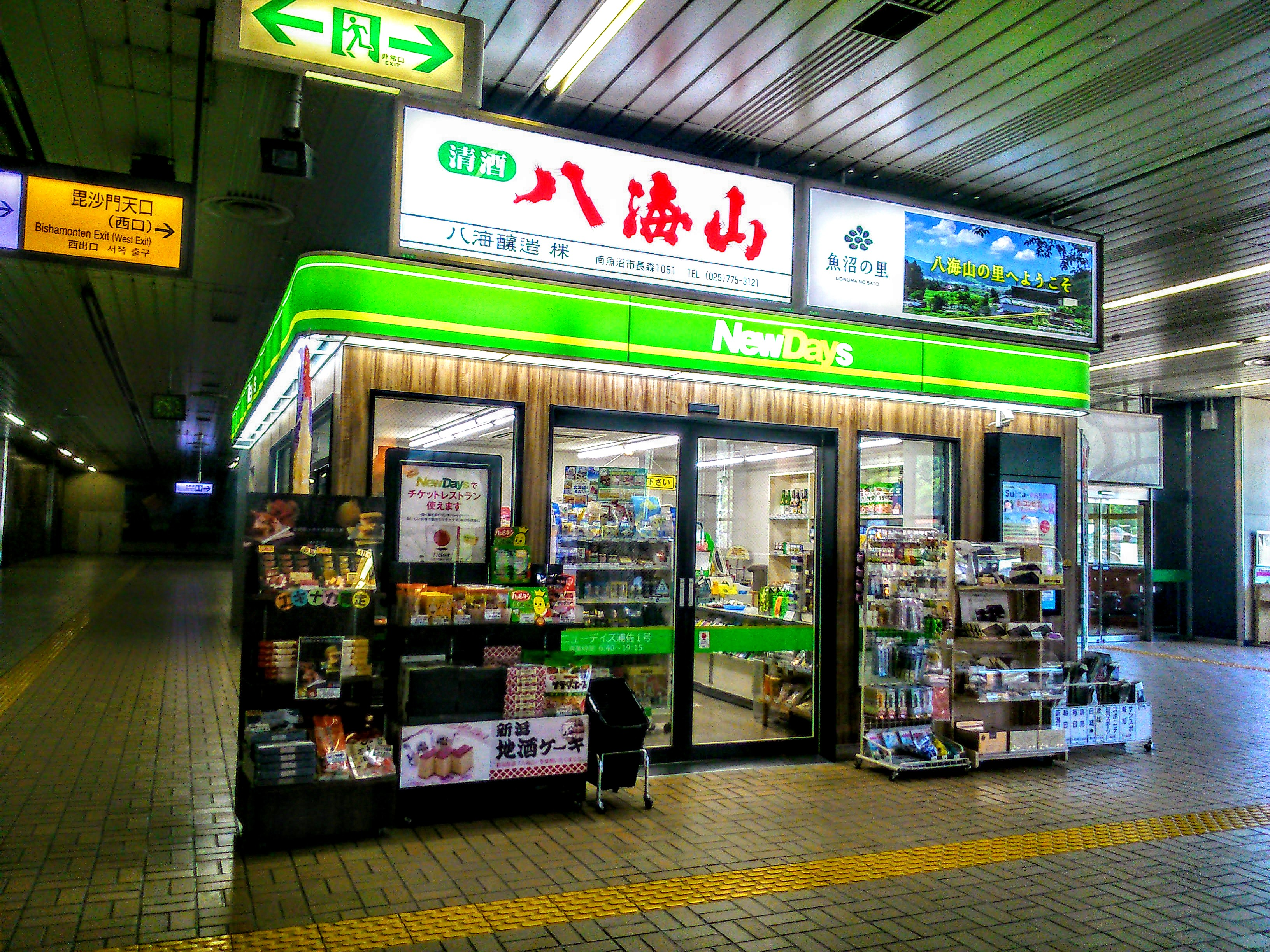
浦佐駅構内唯一の売店

田中が選挙区としていた旧新潟3区内には越後湯沢駅、浦佐駅、長岡駅、そして燕三条駅の計4駅が存在する。長岡市は県内第2の都市であり、三条市・燕市も周辺に約30万人の都市圏を有する。湯沢町も新潟県を代表するリゾート地のひとつで、1997年に北越急行ほくほく線が開通し、2015年3月に北陸新幹線が金沢駅まで開業するまで、越後湯沢駅は関東地方から北陸地方への重要な乗換駅となっていた。しかし、浦佐駅は現在も、朝夕を別にすれば、広いコンコースやホームは人気が疎らで売店すらなく、がらんとした空間が広がっている（改札外に「NEWDAYS」があるのみ）。
ただし一方で、浦佐駅も地理的には岐阜羽島駅と同じく運用上好都合な30 - 40km間隔の駅配置で、越後湯沢駅と長岡駅との中間地域である。魚野川流域でも最も東寄りになる小出は拠点間ルートから大きく東に外れ、さらに小出駅の構内が狭隘である事、また六日町駅も越後湯沢駅に近過ぎる事や高速運転に障害の大きいトンネル出口近傍に位置するという欠点により、距離的にも比較的妥当で、路線環境面で欠点がない浦佐駅が新幹線停車駅になったとの考え方もある。代わりに関越自動車道のインターチェンジは六日町と小出町には設置されたものの、大和町には長らく設置されなかった（その後大和パーキングエリアにスマートインターチェンジが設置された）。
なお、浦佐駅前には屋根付きで田中角栄の銅像が建てられている。

#### 中山トンネル
浦佐駅と逆の政治的意図で採用されたルートとしてこの長大トンネルを挙げる者がある。田中の政敵の福田赳夫が推進していた渋川駅への上越新幹線ホーム設置を阻止するために、高崎駅から直線ルートを採らせて中山トンネルを掘削させたというのであるが、一般的な説ではない。ただし、渋川経由では渋川市街地での用地買収に困難が予想され、そして駅間距離が短くなってしまうこともあり、国鉄としても回避する理由となっている。また、沼田ダム計画や上毛高原駅周辺の開発利権の影響を指摘する意見もある。

### 北陸新幹線
整備新幹線として指定された路線のうち、北陸新幹線に関しては当初、部分的にミニ新幹線やスーパー特急方式を採用しての建設が予定されていたが、並行在来線問題や費用負担問題などを抱える沿線自治体などから納得いかないとして抗議運動が起こり、結局高崎駅 - 長野駅 - 金沢駅間に関しては全線がフル規格で建設される事になった。
また1997年に長野駅までが暫定開業した際は、北陸地方にはまだ達しておらず利用者の混乱の元になるとして、別の通称を用いる事にしていた。しかし「長野新幹線」とした場合、北陸地方の者に長野で打ち切りにされるという印象を与えてしまうとJR東日本は考え、「長野行新幹線」という名称を当初は用いることになった。だがほとんど定着せず、更に「長野新幹線」の呼称が当初から混合されて用いられたこと、北陸地方への延伸も決定してそのような配慮を行う必要もなくなったことから、間もなく「長野新幹線」に正式通称が統一された。
2015年3月、「長野新幹線」が金沢駅まで延伸されて、正式に「北陸新幹線」になった。金沢駅より先、敦賀駅までは建設に着手されているが、敦賀駅より西方についてはルートが長らく確定していなかった。整備新幹線の計画にある、小浜市を経由する「小浜ルート」のほか、米原駅で東海道新幹線に接続する「米原ルート」、琵琶湖西岸を経由する「湖西ルート」のほか、小浜市から京都駅を経由する「小浜・京都ルート」、さらには小浜市と京都駅の間で舞鶴市を経由する「舞鶴ルート」などの案が取りざたされた結果、与党整備新幹線建設推進プロジェクトチームが「小浜・京都ルート」を採用し、京都駅と新大阪駅の間は京都府南部（学研都市線松井山手駅付近）を経由する「南回り案」を採用している。

#### 小諸市と安中榛名駅
在来線沿線でも新幹線ルートから外れた場所に位置する長野県小諸市は、地元の小諸駅について東京直通の優等列車の停車が無くなり、第三セクターのローカル駅に転落する事などを恐れ、建設構想の段階では行政と観光などの諸団体が一致結束してフル規格化に反対し続け、小諸駅が停車駅となるミニ新幹線案を強硬に主張し、関連省庁への請願などを繰り広げた。しかし、小諸市を避けたルート（佐久市経由）でのフル規格建設が正式決定された。小諸市側は佐久市内に新設される新幹線駅（佐久平駅）の駅名を巡って「小諸佐久駅」という駅名とする事を求めて論争を引き起こしたが、結局、新幹線の駅名に「小諸」を入れる事にも失敗している。新幹線誘致に失敗した小諸市とは対照的に、佐久市では佐久平駅を中心に大型商業施設の開業が相次いでいる。なお、小諸市と佐久市はのちに上信越自動車道と中部横断自動車道のジャンクション名（仮称・佐久JCT）でも対立しており、こちらは「佐久小諸」に決定された。
また同新幹線の群馬県にある安中榛名駅も、現在はJR東日本による施工を中心に住宅開発（びゅうヴェルジェ安中榛名）が進みつつあるが、開業当初は駅前に見える建築物がほとんどなく、秘境駅の一つとして挙げられていた。

### 九州新幹線と筑後船小屋駅
九州新幹線鹿児島ルートのうち新八代駅 - 鹿児島中央駅間が先行して飛び地開業したのは、鹿児島本線で需要の高い博多駅 - 熊本駅間に先に新幹線を作れば、採算性に疑問のある熊本駅以南の建設が行なわれるかどうか分からないとの判断のもとで行われた、鹿児島県側からの働きかけによる。また、鹿児島本線の八代駅 - 鹿児島駅間は大半が単線で、しかも線路が海岸線に沿って敷かれている事から線形が劣悪で、高速運転化には抜本的な改良が必要であった。歴史的にも川内駅（薩摩川内市）経由のルートは現肥薩線経由で鹿児島本線を全通させた後で改めて敷設しなければならなかったほどの難所である。
一方で鹿児島ルートにある筑後船小屋駅は、それまでの船小屋駅を約500メートル南に移設し開業したが、移設前の船小屋駅は、駅周辺に小さな温泉街と公園があるだけの無人駅であった（同じく新幹線駅となる久留米駅までの所要時間は各駅停車で約15分程度）。一説には自由民主党幹事長を務めた古賀誠による影響が大きいとされ、「政治駅」的設置として一部週刊誌では報道されている。ただし新幹線開業前、船小屋駅の両隣の瀬高駅と羽犬塚駅はいずれも特急が、全てではないものの頻繁に停車する駅であった。また船小屋駅は各駅停車のみ停車する駅であったが、筑後船小屋駅は開業後、在来線の快速全列車が停車する駅に昇格となり、駅前のHAWKSベースボールパーク筑後に福岡ソフトバンクホークス2軍本拠地が移転している。
なお、新鳥栖駅 - 武雄温泉駅（仮称） - 長崎駅間のいわゆる「九州新幹線西九州ルート」（長崎ルートとも呼ばれる）に関しては、着工認可の条件とされる『並行在来線沿線自治体すべての着工同意』に対して鹿島市などの複数の沿線自治体が不同意を貫いていたが、並行在来線の一部を上下分離方式によりそのままJR九州が運行することで合意にいたり、2008年にようやく一部区間が着工となった。その一方、新鳥栖駅 - 武雄温泉駅間は佐賀県側が開業後の利便性低下などから2022年現在も不同意を貫いている。

### リニア実験線
超電導リニアによる磁気浮上式リニアモーターカーの山梨実験線が長大なトンネルをうがって建設されているのは、設置場所の選定当時の有力政治家であった金丸信の地元山梨県である。宮崎実験線に代わる実験線の建設地選定にあたっては、当初は札幌 ‐ 新千歳空港間が最有力視されていたので、これも政治介入の結果と言える。
1978年以来旅客者数世界一となっている羽田（東京国際空港）線を抱えている新千歳空港と北日本最大の都市である札幌市とのアクセスは決して良好とは言えず、2018年時点でも新千歳空港駅から札幌駅まで快速エアポートの最速達列車でさえ37分を要する。また、快速エアポートが運航されている千歳線は、積雪期以外でも日常的に遅延が発生し、空港利用客への影響がみられる。しかし、リニアが運行された場合は所要時間は8分とされ、大幅にアクセスが改善されると考えられていた。さらに、山梨県ルートのように実験線の10倍以上もの区間を延伸工事することなく、そのまま営業路線に転用できる点も有力視されていた。
その一方で、これもトンネル区間が多い方が技術試験を行う実験線としては有効であり、また人口の比較的少ない山梨県で殆どトンネルの区間を建設するだけならば、用地買収や騒音にまつわる問題や手間が少なくて済むとも考えることもできる。同線は将来、リニアモーターカーによる中央新幹線が開業した場合の予定線上に建設されている。トンネル断面は、仮にリニアモーターカー路線計画が頓挫した場合には、大規模な再掘削を行わずに鉄軌道式の新幹線へと転用できるようにという配慮から、リニア車体に対して大き目のサイズで設計されている。しかし、このような配慮は多額の費用を投じて実験を行う上では必要なことであり、実験線が山梨県であろうが、札幌 ‐ 新千歳空港間であろうが同様になされるものと考えるのが自然である。
ただし、中央新幹線のルートについては、JR東海は南アルプスをトンネルで直進・縦断するルートで建設に着手している。しかし長野県と中央本線沿いの地方自治体は、既存の中央本線に沿って南アルプスを北方に迂回する伊那谷経由のルートによる路線敷設と、県内への複数の駅設置を熱望して対立し、JRの計画線上にある飯田市などの下伊那郡の自治体と、長野県の構想線上に位置し駅設置を主張する諏訪地域（諏訪市など）・上伊那郡の自治体もまた路線誘致で争う状態が見られた。
他方では、この問題について伊那谷経由を主張する長野県庁や、当時の長野県知事である村井仁の態度・主張が余りにも頑なであった事などから、噂程度のものとはしながらも、「JR東海が長野県を忌避して、山梨県から南下し南側の静岡県を通過して愛知県に至るルートを採る可能性」、すなわち、いわゆる鉄道忌避とは逆に「鉄道側が地方政治を忌避してルートを選ぶ可能性」について、一時はマスメディアが言及する状況も見られた。そんな経緯もあり、沿線住民の市民団体が連携して「リニア新幹線沿線住民ネットワーク」が2016年5月20日に採算面・安全性・環境面の問題でリニア着工認可の取り消しを求めた訴訟を東京地方裁判所で起こしている。この訴訟や市民団体活動で川崎市長や静岡県知事には明らかな影響が見られている。（中央新幹線#計画についての反対意見・訴訟・行政対応を参照）

### 新幹線と沿線の住民・地方行政をめぐる諸問題
新幹線の建設ルートから外され「疲弊した地方」の象徴的な存在といえるのが先述の長野県小諸市のほか、鹿児島県阿久根市が挙げられる。また、新幹線ルート上にあっても駅が設置されなかった自治体では、地域の発展から、自らの自治体が取り残されることを恐れ、新幹線開通後にも地元への駅新設が、市政における大きな課題となることが珍しくない（例:長野県千曲市）。
他方では、新幹線開業で大都市への交通が至便となった結果、地方から企業支店・出張所が撤退したり、若年層が流出していくストロー効果も生じつつある（この現象は日本の高速道路の建設でも同様に発生している）。一例としては、福井県鯖江市では北陸新幹線越前たけふ駅から遠くなることを懸念して、「特急サンダーバード・特急しらさぎの存続を実現する会」が活動している。
整備新幹線開業に際しては、並行在来線を第三セクター鉄道として地元負担で維持する必要も生じたが、大きなパイである拠点間輸送が新幹線に移行した結果、ローカル輸送頼みの並行在来線は経営基盤が脆弱化し、各地の地方自治体が多額の費用拠出を強いられるなどして対応に苦慮している。
また、福井県においては原子力行政と絡められ、原子力発電関連施設（敦賀市のもんじゅ）の運転再開への事実上の交換条件として、日本国政府による「北陸新幹線の敦賀駅までの建設決定」という言質を、福井県知事の西川一誠が強硬に要求したことがある。